# موست (استان کرجالی)
موست (به بلغاری: Most) یک منطقهٔ مسکونی در بلغارستان است که در شهرستان کاردژالی واقع شده‌است.